# Friederike Seyfried
Friederike Seyfried, auch Friederike Kampp-Seyfried, geborene Friederike Kampp, (* 19. November 1960 in Mosbach) ist eine deutsche Ägyptologin und seit 2009 Direktorin des Ägyptischen Museums Berlin.
Friederike Seyfried studierte seit 1980 an den Universitäten Heidelberg und Wien und wurde 1991 in Heidelberg bei Jan Assmann mit der Arbeit Die thebanische Nekropole. Zum Wandel des Grabgedankens von der XVIII. bis zur XX. Dynastie promoviert. Sie war anschließend dort von 1991 bis 1994 wissenschaftliche Mitarbeiterin und Grabungsleiterin des Heidelberger Ramessidenprojektes in Theben. Anschließend wurde sie Assistentin am Institut für Ägyptologie der Universität Heidelberg. 1999 ging sie an die Universität Leipzig, wo sie als Kustodin das Ägyptische Museum der Universität Leipzig betreute. Ende Juni 2009 wurde Seyfried durch den Stiftungsrat einstimmig als Nachfolgerin von Dietrich Wildung von August 2009 an als Direktorin des Ägyptischen Museums Berlin berufen. In den Beginn ihrer Amtszeit fiel die Neueröffnung des Ägyptischen Museums im Neuen Museum.
Seyfried hat Erfahrungen in der Feldforschung, der Leitung und Organisation von archäologischen Sammlungen sowie bei der Auswertung von Grabungsbefunden. Seit 2011 ist sie Honorarprofessorin am Ägyptologischen Institut der Freien Universität Berlin. Sie ist korrespondierendes Mitglied des Deutschen Archäologischen Instituts.

## Schriften (Auswahl)
- Die thebanische Nekropole. Zum Wandel des Grabgedankens von der XVIII. bis zur XX. Dynastie (= Theben. Band 13). von Zabern, Mainz 1996, ISBN 3-8053-1506-6.
- mit Antje Spiekermann: Giza. Ausgrabungen im Friedhof der Cheopspyramide von Georg Steindorff (= Kleine Schriften des Ägyptischen Museums der Universität Leipzig. Band 6). Ägyptisches Museum, Leipzig 2003, ISBN 3-934178-24-3.
- Das alte Ägypten (be)greifen. 40 Berührungspunkte für Sehende und Blinde. Ägyptisches Museum / Deutsche Zentralbücherei für Blinde, Leipzig 2005, ISBN 3-934178-56-1.